# ستيفن بطلا (رواية)
ستيفن بطلاً (بالإنجليزية: Stephen Hero)‏ رواية من تأليف الكاتب الأيرلندي جيمس جويس. نُشِرَت الرواية في عام 1944، بعد وفاة جيمس جويس، صادرة عن دار جوناثان كيب للنشر. الرواية المطبوعة لا تشمل كُلَّ النص الأصلي، حيث ضاعت أجزاء من المخطوطة. اقتبس جويس في كتابة «ستيفن بطلاً» عناصر من سيرته الذاتيَّة، والأفكار والأحداث في هذه الرواية استعملها جويس لاحقاً في كتابة روايته الأخرى «صورة الفنان في شبابه» (1916).